# کامبورن، کمبریج‌شر
کامبورن، کمبریج‌شر (به انگلیسی: Cambourne) یک روستا و محله مدنی در بریتانیا است که در ساوث کمبریج‌شر واقع شده‌است. کامبورن ۸٬۱۸۶ نفر جمعیت دارد.